# 수성로 (대구)
수성로(Suseong-ro)는 대구광역시 서구 상동 수성못네거리에서  달서구 수성동을 잇는 대구광역시의 도로이다.

## 주요 경유지
대구광역시
- 수성구 (상동 . 중동 . 수성동)

## 노선
| 이름                | 접속 노선                                 | 소재지 | 소재지 | 비고 |
| ------------------- | ----------------------------------------- | ------ | ------ | ---- |
| 수성못오거리        | 국가지원지방도 제30호선 (신천동로) 용학로 | 수성구 | 상동   |      |
| 상동네거리          | 무학로                                    | 수성구 | 상동   |      |
| 중동네거리          | 대구광역시도 제23호선 (청수로)            | 수성구 | 중동   |      |
| 동성초등학교 교차로 | 수성로58길                                | 수성구 | 수성동 |      |
| 동성학교 네거리     | 명덕로                                    | 수성구 | 수성동 |      |
| 대구은행네거리      | 달구벌대로                                | 수성구 | 수성동 |      |
| (이름없음)          | 대구광역시도 제13호선 (신천동로)          | 수성구 | 수성동 |      |

## 주요 건물 및 시설
- SK에너지 수성주유소 (수성로 1/상동 623-2)
- iM뱅크 파동지점 (수성로 5/상동 623-5)
- 현대자동차 블루핸즈 상동점 (수성로 17/상동 619-4)
- 세븐일레븐 대구수성동일 하이빌점 (수성로 74/상동 380-1)
- 파리바게뜨 대구상동점 (수성로 76/상동 350-8)
- SK텔레콤 온오프대리점 (수성로 78/상동 350-5)
- 대구상동우체국 (수성로 82/상동 349-4)
- 신협 청운신협 상동지점 (수성로 104/상동 310-1)
- 농협 동대구농협 상동지점 (수성로 114/상동 62-5)
- 세븐일레븐 대구상동스타점 (수성로 133/상동 84-7)
- 우리은행 대구중동지점 (수성로 173/중동 424-2)
- CU 수성골드클래스점 (수성로 185/중동 356-7)
- 뚜레쥬르 대구중동점 (수성로 211/중동 261-5)
- 파리바게뜨 대구중동점 (수성로 212/중동 261-5)
- GS25 중동점 (수성로 212/중동 261-5)
- 수성구보건소 (수성로 213/중동 266-5)
- 맘스터치 대구중동점 (수성로 214/중동 100-2)
- 롯데슈퍼 수성점 (수성로 227/중동 333-7)
- 롯데리아 대구나이스수성점 (수성로 227/중동 333-7)
- 엔젤리너스 대구중동점 (수성로 233/중동 322-14)
- 맥도날드 대구희망DT점 (수성로 238/중동 70-10)
- 스타벅스 대구중동DT점 (수성로 243/중동 316-3)
- 아우디 대구수성서비스센터 (수성로 247/중동 316-2)
- iM뱅크 중동지점 (수성로 248/중동 46-8)
- HD현대오일뱅크 태산이앤엘 중동셀프주유소 (수성로 250/중동  32-4)
- 기아자동차 기아오토큐 중동점 (수성로 254/중동 32-2)
- 투썸플레이스 대구수성1가점 (수성로 299/수성동1가 298-2)
- CU 수성동2가점 (수성로 318/수성동2가 265-3)
- 새마을금고 수성1가 새마을금고 본점 (수성로 363/수성동1가 113-4)
- 스타벅스 대구수성하이츠점 (수성로 393/수성동4가 1090-8)
- SK텔레콤 퓨처대리점 본점 (수성로 400/수성동4가 1090-1)
- CU 수성팔레스점 (수성로 400/수성동4가 1090-1)
- 파리바게뜨 대구코오롱점 (수성로 400/수성동4가 1090-1)